# فانجارد تي في-3
فانجارد تي في-3 (بالإنجليزية: Vanguard TV-3)‏ كان أول محاولة للولايات المتحدة لإطلاق قمر اصطناعي في مدار حول الأرض، وذلك بعد نجاح الاتحاد السوفيتي في إطلاق سبوتنك-1 وسبوتنك-2. كان فانجارد تي في-3 قمرًا اصطناعيًّا صغيرًا مصممًا لاختبار قدرات صاروخ فانجارد ذي المراحل الثلاث ولدراسة تأثيرات البيئة على القمر الاصطناعي ونظمه أثناء التحليق المداري. كما هدف القمر إلى جمع قياسات جيوديسية عبر التحليل المداري. صنعت مختبرات بل الخلايا الشمسية للقمر الاصطناعي.
في محاولة إطلاقه في 6 ديسمبر 1957، في قاعدة كيب كانافيرال للقوات الجوية، أُشعل معزز الصاروخ وبدأ بالارتفاع، لكن بعد ثانيتين تقريبًا وبعد ارتفاعه 1.2 مترًا فقد الصاروخ الدفع وسقط على منصة الإطلاق. بعد سقوطه تهشمت خزانات الوقود وانفجرت ما أدى لتدمير الصاروخ وإحداث أضرار بالغة بمنصة الإطلاق. قُذف القمر الاصطناعي فانجارد 1 أيه بعيدًا وهبط على الأرض على مسافة قصيرة من موقع الإطلاق، وكان لا يزال يرسل إشاراته. كان القمر الاصطناعي متضررًا لكنه كان صالحًا لإعادة الاستخدام. وهو الآن معروض في متحف الطيران والفضاء الوطني التابع لمؤسسة سميثسونيان.
لم يُحدَد سبب الحادث بدرجة عالية من التأكيد، لكن يبدو أن نظام الوقود تعطل. وقد عُدلت محركات أخرى من نفس الطراز ولم تتعرض لعطل.

## مشروع بناء القمر الاصطناعي
يعود مشروع فانجارد تي في-3 إلى حدث السنة الجيوفيزيائية الدولية. وحَّد هذا الحدث العالمي العلماء حول العالم لإجراء دراسات جيوفيزيائية تشمل كوكب الأرض بأكمله. هدف هذا الحدث إلى التبادل الحر للمعلومات المجمعة عبر الرصد العلمي والتي قادت إلى اكتشافات ذات أهمية. وأصبحت الأقمار الاصطناعية واحدة من الأهداف الرئيسية للسنة الجيوفيزيائية الدولية. في يوليو 1955، أعلن الرئيس دوايت أيزنهاور عبر متحدثه الصحفي أن الولايات المتحدة «سترسل قمرًا اصطناعيًّا صغيرًا غير مأهول ليشكل جزءًا من مساهمة الولايات المتحدة في السنة الجيوفيزيائية الدولية». في 9 سبتمبر 1955، أمرت وزارة الدفاع سكرتير البحرية بمواصلة المهمة. وأسندت إلى البحرية الأمريكية إطلاق أقمار فانجارد الاصطناعية. وبدأ بذلك مشروع فانجارد رسميًّا.

## المركبة الفضائية
كانت حمولة فانجارد تي في-3 مشابهة لحمولة القمر الاصطناعي اللاحق فانجارد-1. كانت الحمولة كرة ألومونيوم صغيرة بقطر 16.3 سم ووزن 1.5 كيلوجرام. حملت جهازي استقبال: واحد بقوة 10 ميلي وات، 108 ميجاهيرتز تشغله بطارية زئبق، و5 ميلي وات، 108.03 ميجاهيرتز تشغله 6 خلايا شمسية مثبتة على بدن المركبة. وباستخدام 6 هوائيات صغيرة مثبتة على بدن المركبة، أرسل القمر الاصطناعي بيانات هندسية وقياسات، كما استخدمت هذه الهوائيات أيضًا في تحديد المحتوى الإلكتروني بين القمر الاصطناعي والمحطات الأرضية. ضم تصميم القمر الاصطناعي أيضًا جهازي ثيرمستور بقصد قياس الحرارة الداخلية للقمر الاصطناعي وتتبع كفاءة العزل الحراري للقمر الاصطناعي. مع أن القمر الاصطناعي تضرر إلى حد انعدام إمكانية استخدامه مرة أخرى، فإنه استمر في إرسال بياناته بعد وقوع الحادث.